# アンチテーゼ
アンチテーゼ（独: Antithese、英: antithesis）とは、ある理論・主張を否定するために提出される反対の理論・主張である。

## 弁証法のアンチテーゼ
弁証法のもっとも単純な説明は、テーゼ（命題、定立）、アンチテーゼ（反対命題、反定立）、ジンテーゼ（統合命題）である。たとえば、「地獄」は「天国」のアンチテーゼ、「渾沌」は「秩序」のアンチテーゼである。通常釣り合いの取れた、対照的概念の並列である。

## 修辞学のアンチテーゼ
修辞学では、アンチテーゼは一般的に対照法、対句法と訳される。言葉・節・文の中で、明白な対照によって、概念の対照を述べることを要件とする修辞技法である。文法的にもパラレルな構造を持っている。
対照法は時には、構造も対照的に交錯することもある。
対照法を豊かに使った作家には、イングランドでは、アレキサンダー・ポープ、サミュエル・ジョンソン、エドワード・ギボンらがいる。顕著な例としては、ジョン・リリーの『ユーフュイーズ』がある。しかし、フランスでは対照法はイングランド以上に一般的に使われた。一方ドイツでは一部の例外を除けばあまり使われなかった。
対照法の最も有名な例は、次のことわざだろう。
もし言葉が、頭韻法のようにビートが弱まるか、それに似た響きの上にあるのであれば、対照法の効果は増大し、普通の使い方よりも、要点をついた生き生きした表現になる。

## フィクションのアンチテーゼ
フィクションでは、アンチテーゼは性格、道徳観などがまったく正反対のキャラクター同士を描写することに使うことができる。しかし、これは必ずしも両者が争っていることを意味しない。

## キリスト教のアンチテーゼ
キリスト教の「Antithesis of the Law」についてはExpounding of the Lawを参照。